# Kina Grannis
Kina Grannis (ur. 4 sierpnia 1985 w Mission Viejo) – amerykańska piosenkarka, gitarzystka i autorka piosenek.
Ukończyła w 2007 roku Uniwersytet Południowej Kalifornii na wydziale nauk społecznych ze specjalizacją w psychologii.
W 2007 r. Kina Grannis wzięła udział w konkursie pn. Doritos Crash The Super Bowl organizowanym przez firmę Frito-Lay. W głosowaniu telewidzów zdobyła 1. miejsce i 60-sekundowy fragment jej piosenki Message From Your Heart został nadany podczas transmisji z rozgrywek Super Bowl. Nagrodą było także podpisanie kontraktu z wytwórnią płytową Interscope Records.
W 2011 r. zwyciężyła w kategorii Best Web-Born Artist rankingu organizowanego przez MTV pn. O Music Awards.

## Wczesne lata i początki kariery
Kina Grannis dorastała w Mission Viejo i już od najmłodszych lat nawiązywała kontakt z muzyką słuchając artystów takich jak: James Taylor i K’s Choice.
Kina uczęszczała do Newhart Middle School od 1997 do 1999 roku. Następnie do Capistrano Valley High School do 2003 roku, później zdając do USC.
W wieku 15 lat zaczęła skupiać się na nauce gry na gitarze i kontynuowała ją do czasu dostania się do college’u.
Podczas drugiego roku studiów na USC Kina została wybrana przez Thornton School of Music do nagrania składającego się z sześciu piosenek EP. Do dzisiaj napisała 80 piosenek.

## Kariera solowa
Na początku 2007 roku Kina nagrała piosenkę pt. „Ours to Keep”, która została wykorzystana m.in. w jednym z odcinków serialu Szpital miejski. Od tego czasu gościła w tym serialu regularnie. Po skończeniu uczelni w maju 2007 r. Grannis przeniosła się do Austin by śpiewać i nagrywać z zespołem, planując powrót na zimę 2007-2008 roku. Jednocześnie założyła konto w serwisie YouTube, żeby prezentować tam swoje utwory.
Podczas zimy za radą przyjaciela zgłosiła się do konkursu Doritos Crash the Super Bowl Contest, który wygrała. Od 2007 roku jej utwory zyskiwały stale na popularności i wiele z nich zostało obejrzanych kilka milionów razy (Valentine, In Your Arms).
W 2011 i 2012 r. odbyła 2 tournée po Ameryce Północnej, Europie i Azji.

## Życie prywatne
Kina ma dwie siostry (Misa i Emi), które od czasu do czasu pojawiały się na jej filmikach i na koncertach. Jej ojciec Gordon jest kręgarzem, a matka Trish z zawodu jest grafikiem. Kina angażuje się w liczne inicjatywy charytatywne szczególnie mające na celu wspomożenie walki z chorobami nowotworowymi, przez ostatnie lata wspomagała m.in. organizację Relay For Life.

## Dyskografia

### Albumy

#### Sincerely, me(2005)
1. Blindly
2. Highlighted in Green
3. Next Time
4. Try
5. Another Day
6. People

#### One More In the Attic(2006)
1. Living In Dreams
2. Why Can’t I?
3. Never Never
4. Some Days
5. What Is Said
6. In Theory
7. Wandering and Wondering
8. Running Away
9. Missing You

#### In Memory of the Singing Bridge(2006)
1. Walk On
2. Down and Gone (the Blue Song)
3. Too Soon
4. Breathe Honesty
5. Don’t Cry
6. Night
7. Memory
8. untitled

#### Stairwells(2010)
1. „World in Front of Me”
2. „In Your Arms”
3. „Valentine”
4. „Strong Enough”
5. „Together”
6. „The Goldfish Song”
7. „Heart And Mind”
8. „Cambridge”
9. „Stars Falling Down”
10. „Delicate”
11. „Message From Your Heart”
12. „Stay Just A Little”
13. „Back To Us”
14. „Mr. Sun”

### Single
- Message From Your Heart
- Valentine
- The One You Say Goodnight to
- Strong Enough

## Kina Grannis w mediach
- 24 września 2007, piosenka „Ours To Keep” napisana przez Deborah Ellen i Rachel Lawrence, śpiewana przez Kinę, zadebiutowała w operze mydlanej wytwórni ABC pt. Szpital miejski jako muzyczny temat przewodni postaci Elizabeth i Jasona
- 4 stycznia wideoklip Gotta Digg został przedstawiony w popularnym podcaście Diggnation, prowadzonym przez założyciela Digg – Kevina Rose i Alexa Albrechta
- 21 stycznia 2008, Fox News przedstawiło Kinę i jej udział w konkursie Doritos
- 3 lutego 2008, klip z Message From Your Heart został nadany w czasie amtenowym podczas Super Bowl
- 4 lutego 2008, na stronie tytułowej Yahoo opublikowano analizę reklam nadanych podczas Super Bowl wzmiankując Kinę Grannis i Doritos Crash the Super Bowl
- 5 lutego 2008, program Good Day LA na Fox 11 zamieścił przygodę Kiny w Doritos Crash the Super Bowl Contest.
- 24 lutego 2008, zaśpiewała narodowy hymn na wyścigu NASCAR w mieście Fontana w Kalifornii.